# Abernathyiet
Abernathyiet, Abernathyit of Abernathyita met molecuulformule K2(UO2)2[AsO4]2·6H2O is een mineraal, een verbinding van een arsenaat met kalium, uranium, zuurstof, arseen die is gehydrateerd. Het is naar Jess Abernathy genoemd, een mijnuitbater. De hardheid op de schaal van Mohs is 2,5.

## Websites
- mindat.org. Abernathyite
- Abernathyite Mineral Data